# Abigail de Paiva Cruz
Abigail de Paiva Cruz (Cedofeita, 28 de abril de 1883-São Sebastião da Pedreira, Lisboa, 8 de octubre de 1944) fue una pintora naturalista, escultora, encajera y activista feminista portuguesa.

## Biografía

### Primeros años
Abigail de Paiva Cruz nació en la parroquia de Cedofeita, Oporto, el 28 de abril de 1883 y era hija de Teresa de Castro y Paiva Cruz, nacida en Namibe, y de Albino José da Cruz, nacido en Fajozes, ambos de familias portuguesas burguesas y progresistas. Su padre falleció cuando ella tenía solo 4 años, y fue su madre la que le brindó una educación y una formación exquisita desde muy joven hasta la edad adulta, aun cuando en ese momento no era habitual que las mujeres se instruyeran en los campos de la medicina, el derecho o las artes.

### Formación artística
Contrariamente a las normas de la época, de Paiva ingresó en la Academia de Bellas Artes de Oporto, convirtiéndose en discípula del pintor João Marques de Oliveira y del escultor António Teixeira Lopes. Complementó sus estudios con visitas al antiguo Museo Nacional de Bellas Artes, hoy Museo Nacional de Arte Antiguo en compañía el pintor Carlos Bonvalot y del profesor de Anatomía Artística en la Academia de Bellas Artes de Lisboa, Henrique de Vilhena. Al finalizar sus estudios, de Paiva Cruz decidió continuar su formación en Bellas Artes en París, al igual que otros artistas.
Durante su estancia en Francia, en los años de la Belle Époque, de Paiva se integró rápidamente en el medio artístico de la ciudad, forjando amistad con pintores, escritores, músicos e incluso algunas figuras destacadas de la alta sociedad francesa, como el escritor y poeta Alphonse Métérié, que conoció en 1910 y con quien mantuvo una larga amistad por correspondencia durante varios años. En 1910, Abigail de Paiva Cruz comenzó a ampliar su portfolio y experimentar con nuevos medios, con la creación de nuevos cuadros al óleo, estatuas de estilo naturalista estilo, así como bordados y encajes con motivos portugueses tejidos al estilo de Flandes.

### Exposiciones y carrera artística

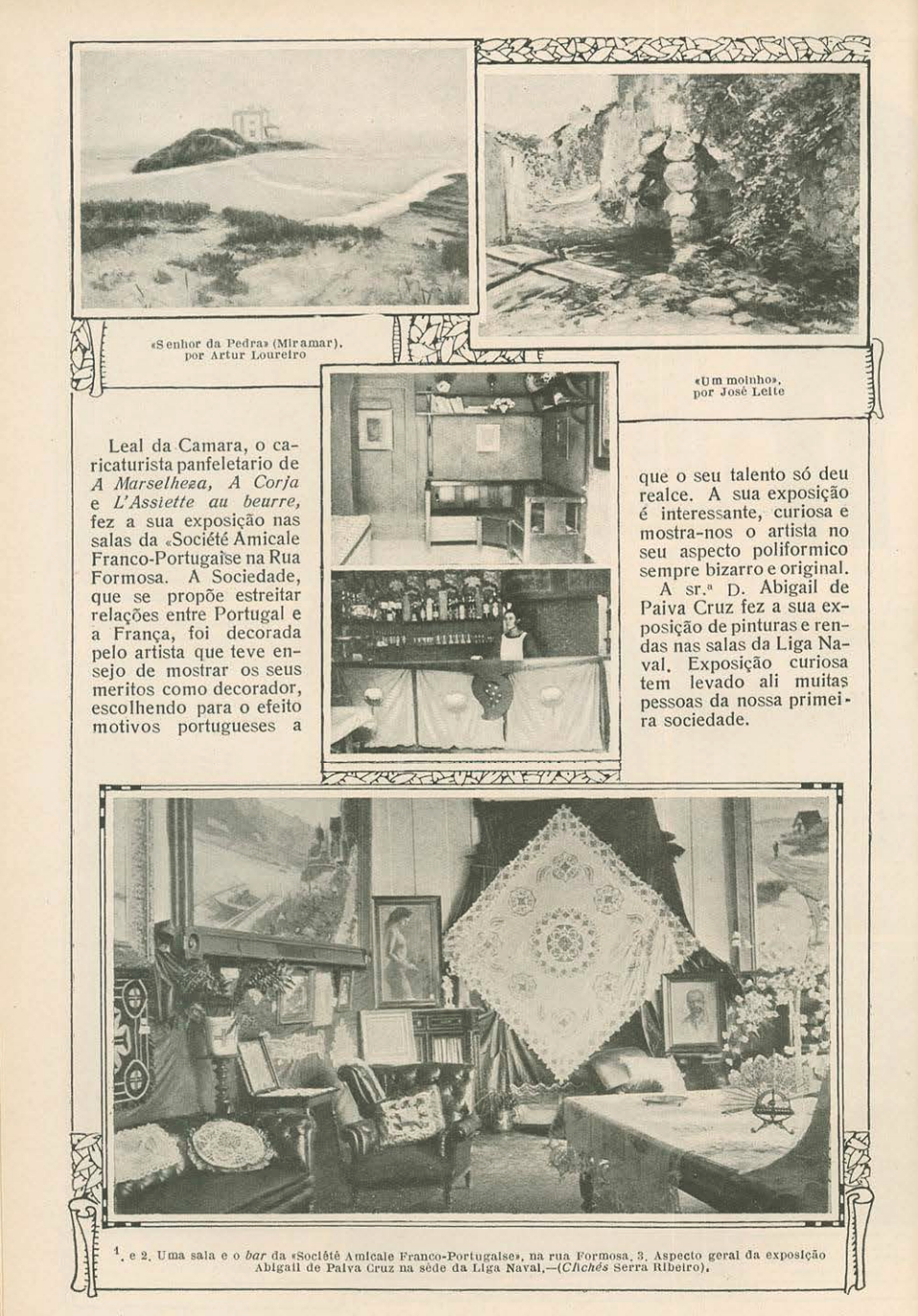
Artículo sobre la exposición de Abigail de Paiva Cruz en la Liga Naval, en Lisboa (Ilustração Portugueza, nº 734, p.18, 15 de marzo de 1920)

Ante la amenaza de una inminente guerra mundial en Francia, de Paiva Cruz regresó a Portugal, y en marzo de 1914 realizó su primera exposición individual en el Palácio de Cristal de la ciudad de Oporto, con cuarenta y cuatro pinturas propias.
En los años siguientes, realizó varias exposiciones en el Salón Bobone de Lisboa (1917), donando el importe de sus ventas a la organización benéfica Cruzada das Mulheres Portuguesas, dirigida por la primera dama Elzira Dantas Machado y las sufragistas Ana de Castro Osório, Ana Augusta de Castilho, Antónia Bermudes y Maria Benedita Mouzinho de Albuquerque de Faria Pinho. También expuso en 1925 en Casa Fast en París, y en Madrid. Apareció reseñada en publicaciones y revistas portuguesas de la época, como O Século, O Ocidental, ABC, Terra Portuguesa, Ilustração Portugueza, Ecco Artístico, las revista lusobrasileña Atlântida y la española Blanco y Negro. La escritora y periodista Sara Beirão le dedicó una página completa en la Vida Feminina, elogiando su trabajo artístico en el arte del encaje y su reconocimiento internacional, al tiempo que recordó a los ministros y al estado portugués la importancia de apoyar a los artistas nacionales por sus logros.

### Activismo social y feminismo
De Paiva Cruz abrió una escuela de encaje en Lisboa, en la Rua das Picoas, nº 9, con el objetivo de apoyar no solo las artes más tradicionales, sino también de proporcionar instrucción en el oficio a las mujeres, creando la oportunidad para que obtuvieran independencia financiera. Gracias a esta iniciativa, la revista Portugal Feminine la invitó a crear en sus páginas un curso de aprendizaje sobre encaje de bolillos y ganchillo para sus suscriptores.
Ese mismo año, fue invitada a incorporarse al Consejo Nacional de Mujeres Portuguesas por invitación de su vicepresidenta, Sara Beirão. Esta organización feminista estaba liderada por la sufragista y médica Adelaide Cabete, y tenía por objetivo luchar y defender los derechos sociales y de las mujeres. Junto a la pintora Emília dos Santos Braga, ocupó diversas funciones, desde secretaria (1936 - 1937) hasta presidenta de la comisión de Arte (1938). Durante ese periodo, colaboró intensamente con numerosos escritores, artistas, profesores, médicos y otras activistas feministas para mejorar las condiciones de vida y reivindicar los derechos de las mujeres en Portugal. Dentro del movimiento, trabajó principalmente junto a las escritoras Anita Patrício, Beatriz Arnut, Branca de Gonta Colaço y la pintora Eduarda Lapa.

### Muerte
Abigail de Paiva Cruz murió el 8 de octubre de 1944, víctima de enteritis, a la edad de 61 años, en su casa, ubicada en la planta baja de la Avenida Miguel Bombarda, parroquia de São Sebastião da Pedreira, en Lisboa. Nunca se casó ni tuvo hijos. Fue enterrada en el cementerio de Agramonte, en Oporto, donde tenía una tumba familiar.